# Бекер, Ральф
Ральф Бекер (англ. Ralph Becker; род. 30 мая 1952, Вашингтон) — американский государственный и политический деятель. Мэр Солт-Лейк-Сити (2008—2016).

## Ранняя жизнь и образование
Родился в Вашингтоне в семье Ральфа Элиху Бекера и Энн Уоттерс Бекер. Его отец был послом США в Гондурасе с 1976 по 1977 год во время правления Джеральда Форда.
Окончил школу Альбана Британского в Вашингтоне и учился в колледже Лафайет, прежде чем получил степень бакалавра в Пенсильванском университете в 1973 году, степень доктора юриспруденции в юридическом колледже Университета Юты в 1977 году и степень магистра в области географии/планирования в Университете Юты в 1982 году.

## Карьера

### Начало
Стал соучредителем компании Bear West в 1985 году, консалтинговой фирмы по планированию и природным ресурсам, продав её в 2007 году. Также был приглашенным профессором в Колледже архитектуры и планирования Университета Юты с 1978 по 2015 год.
Работал в Службе национальных парков мусорщиком, пожарным и рейнджером, а также помощником в Законодательном собрании (1971—1976), координатором по планированию штата Юта при губернаторе Скотте Матисоне (1981—1985) и комиссаром по планированию Солт-Лейк-Сити (1988—1996). Является членом Американского института сертифицированных планировщиков.

### Законодательное собрание Юты
Во время пребывания в Законодательном собрании Юты в течение четырех лет занимал должность лидера демократов в Палате представителей. Также руководил принятием Закона о качественном росте (1999) и поддерживал финансирование парков и открытых пространств, а также поддерживал принятие первого Закона об энергетической политике Юты. Также был сторонником вопросов социальной справедливости.

### Мэр Солт-Лейк-Сити
В ноябре 2006 года выдвинул свою кандидатуру на должность мэра Солт-Лейк-Сити и одержал победу 6 ноября 2007 года.
7 января 2008 года принял присягу, начав четырехлетний срок на посту мэра. В 2011 году был переизбран, набрав 75 % голосов. В ноябре 2009 года подписал закон о недискриминации, который запрещает арендодателям и работодателям отказывать в жилье или работе из-за сексуальной ориентации или гендерной идентичности.
В декабре 2013 года провел обряды заключения некоторых из первых однополых браков в штате Юта.
В феврале 2014 года подписал Петицию о свободе брака, беспартийную декларацию о том, что все люди должны иметь возможность разделить любовь и преданность браку.
Занимал должность президента Национальной лиги городов в 2014—2015 годах.